# Sesamia excelsa
Sesamia excelsa là một loài bướm đêm trong họ Noctuidae.